# Rosenberg (Neckar-Odenwald)
Pour l’article homonyme, voir Rosenberg.
Rosenberg est une commune de Bade-Wurtemberg (Allemagne), située dans l'arrondissement de Neckar-Odenwald, dans l'aire urbaine Rhin-Neckar, dans le district de Karlsruhe.